# Ая (Япония)
Ая (яп. 綾町 Ая-тё:) — посёлок в Японии, находящийся в уезде Хигасимороката префектуры Миядзаки. Площадь посёлка составляет 95,21 км², население — 7287 человек (1 августа 2014), плотность населения — 76,54 чел./км².

## Географическое положение
Посёлок расположен на острове Кюсю в префектуре Миядзаки региона Кюсю. С ним граничат города Миядзаки, Кобаяси, посёлок Кунитоми и село Нисимера.

## Население
Население посёлка составляет 7287 человек (1 августа 2014), а плотность — 76,54 чел./км². Изменение численности населения с 1980 по 2005 годы:
| 1980 | 7261 чел. |  |
| 1985 | 7309 чел. |  |
| 1990 | 7385 чел. |  |
| 1995 | 7419 чел. |  |
| 2000 | 7596 чел. |  |
| 2005 | 7478 чел. |  |